# Riu Euleu
|  | Per a altres significats, vegeu «Euleu». |

Euleu (grec antic: Εὔλαιος; llatí: Eulaeos) era l'antic nom d'un riu de la Susiana, que naixia a les muntanyes orientals, al districte de Dinarún, passava per la moderna Shushter i desaiguava al Tigris per un canal artificial anomenat Haffar. A la seva part baixa és probable que fos conegut amb el nom de Paitigris. Actualment el riu es diu Karun.
Alguns autors l'han confós amb el riu Coaspes, també afluent del Tigris. El seu afluent principal era el Coprates (avui el Dezful), que desaiguava al riu prop d'Ahwaz.
Estrabó, que cita l'autoritat de Policlet de Larisa, diu que el Tigris, el Coaspes i l'Euleu acabaven en un pantà que desaiguava després al mar. Fa també observacions sobre la qualitat i la puresa de la seva aigua. Plini el Vell diu que tant el Tigris com l'Euleu formaven llacs durant el seu curs, i que l'Euleu tenia les fonts a Mèdia i separava Susa de l'Elimaida. A l'antiguitat, el riu tenia un canal artificial que el feia discórrer fins al mar. Flavi Arrià explica que Alexandre el Gran després de deixar el cos principal de la seva infanteria a Hefestió, va baixar per l'Euleu fins al mar, i quan va arribar a la seva desembocadura, va anar per mar fins al Tigris, deixant algunes de les seves naus per seguir el canal que unia l'Euleu amb el Tigris, i després va pujar pel Tigris.